# イーネット
株式会社イーネット（英称：E-net Co., Ltd.）は、コンビニATM「イーネット（E-net）」を運営する企業。

## 概要
コンビニエンスストアにおけるATMの保守管理、ATMに関する事務受託業務等を主たる業務として設立。コンビニだけでなく、従来の店舗外共同ATMについてもアウトソースを請け負う。全国の都市銀行・信託銀行・地方銀行・第二地方銀行やコンビニエンスストア、リース会社などの共同出資により設立された。
銀行をはじめとする金融機関ATM管理を主たる業務とするが、あくまでも金融機関のアウトソースを請け負うのみであり、セブン銀行やイオン銀行、ローソン銀行などのようにイーネット自身が預金や融資などの金融業務を行うわけではないため、業種としては金融業ではなくサービス業に位置づけられる（これは、かつて存在した同業他社であった、ローソン・エイティエム・ネットワークスやゼロネットワークス等と同様だった）。

## 事業展開
以下の店舗内にATMを設置している。

### コンビニエンスストア
ファミリーマート
鹿児島県内の南九州ファミリーマート運営店舗を除く全国のほとんどの店舗に設置。
旧am/pmから転換された店舗の多くではアットバンクATM（三井住友銀行または西日本シティ銀行管理）が継続して設置されていた。なお、三井住友銀行管理分のアットバンクATMについては、契約満了に伴い、2014年11月4日以降、2015年3月末までにゆうちょ銀行ATMに順次転換を行っている。西日本シティ銀行管理分のアットバンクATMはブランドを外しつつ継続設置されていたが、2016年頃までにゆうちょ銀行ATMに転換されている。
サークルK・サンクスから転換された店舗の一部では旧サークルKサンクスの子会社であるゼロネットワークスの展開するゼロバンクATM（大垣共立銀行管理）およびBankTimeATM（りそな銀行など管理）が継続して設置されていたケースも多いが、ゼロバンクについては、2017年1月以降、ゆうちょ銀行ATMに転換が始まり、2018年12月に完了した。また、BankTimeATMについても、2019年1月から転換が始まり、2020年1月に完了した。
2018年以降イーネットATMも順次ゆうちょ銀行ATMに転換する方針を打ち出したが、イーネットや地方銀行による猛反発により、暗礁に乗り上げたため、代替として同年1月より2022年1月まではゆうちょ銀行のカードをイーネットATMで使用した際に時間帯により無料化された(2022年1月17日以降の手数料は従来無料だった時間帯が220円、それ以外の時間帯は330円。)。新規開店店舗についてはイーネットATMが設置される店舗とゆうちょ銀行ATMが設置される店舗に分かれる。2020年7月から9月の新店舗58店で見ると、イーネット設置4店、ゆうちょ設置30店、ATM非設置24店である。
デイリーヤマザキ
一部の店舗ではイーネットATMでなく、ゆうちょ銀行ATMが設置されている場合もある。また、以前は東京スター銀行ATMや新生銀行の新生デイリーバンクATM、スルガ銀行単独によるタウンネットワークサービスATMを設置する店舗も存在した。
ポプラ（ポプラ・生活彩家）
ローソンにリブランドされた店舗（ローソン・ポプラ）では、ローソン銀行ATMに転換された。
NewDays
一部の店舗ではイーネットATMでなく、みずほMMKが設置されている。
もより市
アンスリーのうち京阪ザ・ストアが展開していた店舗を転換したもの。

#### 過去に設置していたコンビニエンスストア
新鮮組
新鮮組本部とローソンのメガFC契約に伴う新鮮組およびジャストスポットからローソンへの店舗ブランド切り替え店舗の一部に設置されていたが、現在はすべてローソン銀行ATMに転換されている。
ミニストップ
三大都市圏の店舗を中心に設置されていたが、現在はすべてイオン銀行ATMに転換されている。
セーブオン
新潟県佐渡島の店舗を中心に設置していたが、2016年にローソンのメガFC契約を結んだ事に伴い、順次ローソン銀行ATMに転換された。
スリーエフ
2006年12月より、関東地方の一部のイーネットATM未設置店舗にタウンネットワークサービスATMを設置してきた（無料時間帯で利用できるのはスルガ銀行とイオン銀行のみ）が、撤去されイーネットATMに転換されていた。
ローソン・スリーエフへのブランド転換に伴いローソン銀行ATMへ転換。2018年6月時点ではgooz3店舗のみに設置されていたが、これらもすべて撤去された。
セイコーマート
北海道内の一部店舗のみ設置されていたが、2018年よりイーネット非設置店舗より順次BankTimeATMが設置され、2019年にすべて転換、さらに2024年にBankTimeサービス終了を受けて北海道銀行ATMに転換。
コミュニティ・ストア
2021年11月末にて営業を終了した。

### スーパーマーケット
- ライフ◎
- ユニー（アピタ・ピアゴ・ミニピアゴ）
- バロー
- オーケー
- 三和●
- ベイシア
- 富士シティオ◎
- スーパーアルプス
- ハローズ
- イズミヤ
- とりせん■
- 関西スーパー■
- 主婦の店（尾鷲）●
- ぎゅーとら●
- たいらや◎
- マルト●
- せんどう
- オークワ◎
  - ○はイオングループ、●はCGCグループ、◎はニチリウグループ、■はオール日本スーパーマーケット協会会員。

### その他
専門店・ショッピングセンター
- ドン・キホーテ
- コストコホールセール
- カインズ
- ジョイフルエーケー
- プレミアム・アウトレット
- 千歳アウトレットモール・レラ
- ららぽーと沼津
- 万代
- ナッピィモール
- LINOAS

駅構内
- 九州旅客鉄道
- 京阪電気鉄道

その他
- アインファーマシーズ（旧シダックスアイ）
- 福屋八丁堀本店
- カフェ・ド・クリエ（ポッカクリエイト）
- 一部の大学生協・地域生協
- 山陽自動車道福山サービスエリア上下線・小谷サービスエリア上り線・宮島サービスエリア下り線、中国自動車道美東サービスエリア上り線。
- ハウステンボス、サンリオピューロランド
- 競馬場 - 東京競馬場・中山競馬場・京都競馬場の各競馬場
- 日本アイ・ビー・エム本社、幕張事業所、セコム本社

#### 鹿児島県における取り扱い
2019年12月10日現在、47都道府県に13,272台のATMを設置しているが、鹿児島県内で設置されているのは、ドン・キホーテ鹿児島天文館店と城山ホテル鹿児島のみとなっている。
鹿児島県内のファミリーマートは一部店舗を除いてエリアフランチャイズである南九州ファミリーマートにより264店舗（2023年12月31日現在）運営されているが、南九州ファミリーマートは地元金融機関の鹿児島銀行と提携を結び、鹿児島県内のファミリーマート店内に鹿児島銀行の自行ATMを設置している。先述のイーネットの出資企業には鹿児島銀行が含まれているものの、同行は地元経済活性化を理由にイーネットとの提携の動きが見られない。
また、鹿児島県以外の都道府県においても、イーネットATMではなく自前の金融機関のATMを店内に独自に設置している場合、あるいはイーネットATMと自前のATMを併設している店舗もある（一部のファミリーマート・ポプラなど）。出金に利用できるカード、利用時間、手数料などの詳細については、ATMご利用案内（イーネット公式サイト） を参照のこと。

## 地元金融機関以外による管理
イーネットATMが設置されている地域のうち、地元に本拠を置く地方銀行が現時点では未提携であり、その地方銀行に代わって、都市銀行各行や他の都道府県の地方銀行などによって設置されている地域がある。当然ながら、これらの地域では地元に本拠を置く地方銀行・第二地方銀行のキャッシュカードによる出金については、イーネット提携外金融機関（MICS）扱いとなる（一部例外あり）。
2023年12月31日現在、このような事例に該当する地域は先述の鹿児島県のみである。
- 鹿児島県（2台）…肥後銀行管理。

以下の各都道府県の一部の店舗で、各地元の地方銀行・第二地方銀行がイーネットと提携する以前に、隣県の提携済みの都市銀行・地方銀行・第二地方銀行によって設置されている。
- 福島県（146台）…一部を常陽銀行[注 6] が管理。
- 東京都（2,106台）…2店舗[注 7] のみ常陽銀行管理。
- 神奈川県（1,135台）…一部をスルガ銀行が管理（他に都銀管理のATMも存在）。
- 新潟県（92台）…機種によりみずほ銀行・三菱UFJ銀行・三井住友銀行・りそな銀行のいずれかが管理。
- 石川県（110台）…一部を北陸銀行が管理。
- 福井県（107台）…一部を北陸銀行が管理。
- 愛知県（673台）…一部を十六銀行が管理。
- 滋賀県（119台）…機種により滋賀銀行・みずほ銀行・三菱UFJ銀行・三井住友銀行のいずれかが管理。
- 京都府（243台）…少なくとも2店舗[注 8] は南都銀行管理。
- 和歌山県（89台）…機種によりみずほ銀行・三菱UFJ銀行・三井住友銀行のいずれかが管理。
- 佐賀県（76台）、大分県（89台）…全機種が福岡銀行管理。
- 熊本県（169台）…機種により肥後銀行・熊本銀行[注 9] のいずれかが管理。

また、かつて同様の取り扱いをしていた事例として以下の地域がある。
- 宮城県（256台）…かつては機種によりみずほ銀行・三菱東京UFJ銀行（当時）のいずれかが管理していた（2009年1月21日7:30をもって全機種（当時は136台）を七十七銀行管理に転換）。
- 長野県（140台）…かつては機種によりみずほ銀行・三井住友銀行・りそな銀行のいずれかが管理していた（2014年4月23日7:00をもって全機種（当時は116台）を八十二銀行管理に転換）。
- 山梨県（92台）…かつては機種によりみずほ銀行・三菱東京UFJ銀行（当時）・三井住友銀行のいずれかが管理していた（2008年11月17日8:00をもって全機種（当時は10台）を山梨中央銀行管理に転換）。
- 山口県（101台）……かつては全機種が広島銀行管理だった（2010年8月23日8:00をもって全機種を山口銀行管理に転換）。
- 香川県（111台）…かつては全機種が中国銀行管理だった（2008年1月7日7:00をもって全機種（当時は66台）を百十四銀行管理に転換）。
- 福岡県（428台）…かつては機種によりみずほ銀行・東京三菱銀行（当時）のいずれかが管理していた（2005年7月15日8:00をもって全機種（当時は24台）を福岡銀行管理に転換）。

なお、これらのいずれにもあたらない事例として、富山県（104台）内において、一部を北國銀行が管理をしている。

## 過去に提携していた金融機関
その他特記すべき事項として、みちのく銀行との提携解消が挙げられる。
イーネットはかつてみちのく銀行と提携していたが、同行の都合により2005年7月31日をもって提携解消し、翌8月1日以降は同行のキャッシュカードはMICS扱いでの利用に変更されている。イーネットとしては初めての提携解消で、2025年現在、吸収合併や経営破綻以外の例では唯一の提携解消であった。
みちのく銀行は提携解消後もしばらくはイーネットに出資していたが、後ににイーネット社の株式を売却している。青森県内の金融機関では青森銀行が引き続きイーネットと提携を行っているため、みちのく銀行が管理していたイーネットATMが提携解消によって青森銀行管理に変更された地点も存在する。
なお、青森銀行とみちのく銀行は2022年4月に経営統合を行い、両行ともプロクレアホールディングス傘下となり、2025年1月1日に青森銀行がみちのく銀行を吸収合併して青森みちのく銀行に改称されたが、提携内容については、旧青森銀行を踏襲する形となるため、青森みちのく銀行のATM利用が再開される2025年1月5日からは旧みちのく銀行のキャッシュカードによる提携が実質的に再開される事になった。

## ATM管理受託業務
同社は2001年9月より、東京三菱銀行（当時）から簡易型ATMによる店舗外コーナー運営を受託し、現在概ね大学・病院などの施設内である53箇所（2006年11月時点）において三菱UFJ銀行ATMとして営業している（旧東京三菱店ATM、管理店はエイティエム統括支店（店番389））。
当然ながらATM手数料は三菱UFJ銀行ATMの扱いとなり、メインバンクプラスによる時間外手数料無料のサービスも、コンビニATMではなく三菱UFJ銀行ATMの利用として優遇される。
なお、一部提携金融機関のキャッシュカードは利用できない（auじぶん銀行、ソニー銀行のキャッシュカード等）。
これらのうち一部の店舗（法政大学出張所など）には通帳記帳に対応するため、旧東京三菱銀行店に設置してある通帳記帳繰越機が併設されている（通帳繰越は不可）。尚、通帳記帳繰越機はエイティエム統括支店ではなく、設置場所近隣の三菱UFJ銀行本支店が管理店となっている。
2015年12月には、翌年春以降を目処に、地銀・第二地銀における、海外発行キャッシュカードでの現金引き出しに対応したATMのフルアウトソーシングを行うことを発表しており、各管理行自行のATMとして運用する方針であることを明らかにしている。

## ATM納入会社
- ATMは日立チャネルソリューションズ（旧:日立オムロンターミナルソリューションズ）製のCZ5000を設置。2013年11月以降、新機種のCZ6000NXを順次導入している。

2025年1月現在、CZ6000NX及びその後継端末導入拠点のみ、海外発行カードの利用が可能となっている。

## 沿革
- 1999年
  - 9月17日 - 設立。
  - 10月8日 - コンビニエンスストアでのサービス開始（東京都・神奈川県・静岡県）。サービス開始時のネットワーク提供銀行は駿河銀行（現：スルガ銀行）。
  - 12月27日 - 京葉銀行が提携に参加。千葉県でのサービス開始。
- 2000年
  - 4月10日 - 東京三菱銀行（現：三菱UFJ銀行）・三菱信託銀行（現：三菱UFJ信託銀行）・千葉銀行が提携に参加。
  - 5月8日 - 十六銀行が提携に参加。岐阜県でのサービス開始。
  - 7月 - 名古屋銀行・琉球銀行が提携に参加。沖縄県でのサービス開始。
  - 12月 - 百五銀行が提携に参加、三重県でのサービス開始。
  - 12月8日 - 愛知銀行（現：あいち銀行）が提携に参加。
  - 12月18日 - 青森銀行（現：青森みちのく銀行）が提携に参加、青森県でのサービス開始。
- 2001年
  - 2月5日 - みちのく銀行（2005年8月1日から2025年1月4日の間は解消）が提携に参加。
  - 2月9日 - 親和銀行（現：十八親和銀行）が提携に参加し、長崎県でのサービス開始。
  - 2月26日 - 群馬銀行が提携に参加し、群馬県でのサービス開始。
  - 3月27日 - 足利銀行が提携に参加し、栃木県でのサービス開始。
  - 9月10日 - 東京三菱銀行（現：三菱UFJ銀行）の店舗外クイックコーナーATM（エイティエム統括支店分）管理受託開始。
- 2002年
  - 2月 - 北陸銀行が提携に参加、富山県・石川県・福井県でのサービスを開始。
  - 3月26日 - ハウステンボス内の親和銀行ATMをイーネットに転換。
  - 8月30日 - 福島県でのサービス開始（ATMは常陽銀行が管理）。
- 2003年
  - 1月30日 - 滋賀県でのサービス開始（ATMはみずほ銀行・東京三菱銀行（現：三菱UFJ銀行）のいずれかが管理）。
  - 9月22日 - 広島銀行が提携に参加し、広島県・山口県岩国市でのサービス開始。
- 2004年
  - 3月15日 - 郵便貯金（現：ゆうちょ銀行）カードの取扱を開始。
  - 4月1日 - 北海道銀行が提携に参加し、北海道でのサービス開始。
  - 5月24日 - 北洋銀行が提携に参加。
  - 6月28日 - 福岡県でのサービス開始（ATMはみずほ銀行・東京三菱銀行（現：三菱UFJ銀行）のいずれかが管理）。
  - 12月6日 - 中国銀行が提携に参加し、岡山県でのサービス開始。
- 2005年
  - 7月15日 - 福岡銀行が提携に参加、福岡県内の既存のイーネット（24台）の管理を福岡銀行へ転換。
  - 7月19日 - 北國銀行が提携に参加。
  - 7月31日 - みちのく銀行がイーネットとの提携を解消（イーネット提携金融機関としては初。2025年1月5日より事実上の再提携。詳細は前述）。
  - 8月29日 - UFJ銀行（現：三菱UFJ銀行）が提携に参加。
- 2006年
  - 3月6日 - みずほ銀行キャッシュカードの暗証番号変更に対応。
  - 3月20日 - 宮城県でのサービス開始（ATMはみずほ銀行・三菱東京UFJ銀行（現：三菱UFJ銀行）のいずれかが管理）。
  - 4月3日 - ICキャッシュカード対応ATMが一部設置店舗で稼働開始。
  - 10月16日 - これまで都市銀行としては未提携だったりそな銀行と埼玉りそな銀行が提携に参加し、共同コンビニATMとしては最後となる全ての都銀全行との提携が完了。
  - 11月22日 - 香川県でのサービス開始（ATMは中国銀行が管理）。
  - 12月16日 - 山口県でのサービス開始（ただし、岩国市は2003年9月22日にサービス開始済、ATMは広島銀行が管理）。
- 2007年
  - 1月22日 - 熊本ファミリー銀行（現：熊本銀行）が提携に参加し、熊本県でのサービス開始（ATMは福岡銀行が管理）。
  - 5月7日 - 横浜銀行が提携に参加。
  - 7月4日 - 伊予銀行が提携に参加し、愛媛県でのサービス開始。
  - 7月23日 - 和歌山県でのサービス開始（ATMはみずほ銀行・三菱東京UFJ銀行（現：三菱UFJ銀行）・三井住友銀行のいずれかが管理）。
  - 9月18日 - 阿波銀行が提携に参加し、徳島県でのサービス開始。
  - 10月22日 - イーネットATMの7,777台目を、ファミリーマート長崎小ケ倉一丁目店に設置。
  - 11月5日 - 肥後銀行が提携に参加。
- 2008年
  - 1月7日 - 百十四銀行が提携に参加、香川県内の既存のイーネット（66台）の管理を百十四銀行へ転換。
  - 1月24日 - イーネットATMの8,000台目を、長崎県内に設置。
  - 4月1日 - 全機種で新生銀行・あおぞら銀行・商工中金カードでの出金、ゆうちょ銀行カードでの入出金の取扱が可能となる。
  - 6月24日 - 山梨県でのサービス開始（ATMはみずほ銀行・三菱東京UFJ銀行（現：三菱UFJ銀行）・三井住友銀行のいずれかが管理）。
  - 6月30日 - 全機種でセブン銀行・シティバンク銀行カードでの出金の取扱が可能となる。
  - 7月22日 - 住信SBIネット銀行が提携に参加（イーネットとして、ネット専業銀行の提携は2行目。単独による独自接続としては初）。
  - 9月12日 - 山形銀行が提携に参加し、山形県でのサービス開始。
  - 9月24日 - 佐賀県・大分県でのサービス開始（ATMはいずれも福岡銀行が管理）。
  - 10月17日 - 四国銀行が提携に参加し、高知県でのサービス開始。
  - 10月27日 - 秋田銀行が提携に参加し、秋田県でのサービス開始。
  - 11月4日 - ソニー銀行が提携に参加（接続のみ）。
  - 11月17日 - 山梨中央銀行が提携に参加、山梨県内の既存のイーネット（10台）の管理を山梨中央銀行へ転換。
  - 12月29日 - 新潟県でのサービス開始（ATMはみずほ銀行・三菱東京UFJ銀行（現：三菱UFJ銀行）・三井住友銀行のいずれかが管理）。
- 2009年
  - 1月4日 - 熊本ファミリー銀行がイーネット完全直接接続化（新オンラインシステム移行による）、熊本県内の福岡銀行管理分のイーネットATMを同行へ転換。
  - 1月21日 - 七十七銀行が提携に参加、宮城県内の既存のイーネット（136台）の管理を七十七銀行へ転換。
  - 3月2日 - 東邦銀行が提携に参加。これと同時に、東邦銀が福島県内のイーネットATM未設置店舗の追加設置分による管理にも参加。
  - 5月18日 - 福井銀行が提携に参加。これと同時に、福井銀が福井県内のイーネットATM未設置店舗の追加設置分による管理にも参加。
  - 7月13日 - みなと銀行が提携に参加（接続のみ）。
  - 12月7日 - 宮崎銀行が提携に参加、宮崎県でのサービス開始、総設置台数10,000台突破。
  - 12月14日 - 岩手銀行が提携に参加、岩手県でのサービス開始。
- 2010年
  - 4月23日 - 長野県でのサービス開始（ATMはみずほ銀行・三井住友銀行のいずれかが管理）。
  - 5月24日 - 山陰合同銀行が提携に参加、鳥取県・島根県でのサービス開始。
  - 8月23日 - 山口銀行・楽天銀行（接続のみ）が提携に参加。山口県内の既存のイーネット（41台）の管理を山口銀行へ転換。
  - 9月13日 - 千葉興業銀行が提携に参加（接続のみ）。
- 2011年
  - 3月22日 - じぶん銀行（現：auじぶん銀行）が提携に参加（接続のみ）。
  - 3月28日 - 滋賀銀行が提携に参加。
  - 4月18日 - イオン銀行が提携に参加（接続のみ）。
  - 4月26日 - 宮崎太陽銀行が提携に参加（接続のみ）。
  - 10月3日 - 北九州銀行が提携に参加（接続のみ）。
- 2012年
  - 1月4日 - 池田泉州銀行が提携に参加（接続のみ）。
  - 2月20日 - 十八銀行（現：十八親和銀行）が提携に参加（接続のみ）。
  - 5月21日 - 近畿大阪銀行（現：関西みらい銀行）が提携に参加（接続のみ）。
  - 6月11日 - 京都銀行が提携に参加（接続のみ）。
  - 11月19日 - 第四銀行（現：第四北越銀行）が提携に参加（接続のみ）。
- 2013年
  - 2月18日 - 佐賀銀行が提携に参加（接続のみ）。
  - 2月25日 - 愛媛銀行が提携に参加（接続のみ）。
  - 4月22日 - 鳥取銀行が提携に参加（接続のみ）。
  - 6月24日 - 三重銀行（現：三十三銀行）が提携に参加（接続のみ）。三重県下のサークルKおよびサンクスに設置されたゼロバンク機は、同年9月から11月にかけて、順次百五銀行管理でイーネットにリプレース。
  - 7月22日 - 東京都民銀行（現：きらぼし銀行）が提携に参加（接続のみ）。
  - 8月1日 - オリックス銀行が提携に参加（カードローンのみの取り扱い。接続のみ）。
  - 9月2日 - SBJ銀行が提携に参加（接続のみ）。
  - 9月24日 - 西日本シティ銀行が提携に参加（接続のみ）。
  - 10月7日 - 東日本銀行が提携に参加（接続のみ）。
  - 10月28日 - 新生銀行が提携に参加（接続のみ）。
  - 11月5日 - 島根銀行が提携に参加（接続のみ）。
  - 11月11日 - 中京銀行が提携に参加（接続のみ）。
  - 11月18日 - 農林中央金庫（JAバンク・JFマリンバンク）が提携に参加（接続のみ）。
- 2014年
  - 4月14日 - 福岡中央銀行が提携に参加（接続のみ）。
  - 4月23日 - 八十二銀行が提携に参加。長野県内の既存のイーネット（116台）の管理を八十二銀行へ転換。
  - 5月12日 - トマト銀行が提携に参加（接続のみ）。
  - 5月19日 - 第三銀行（現：三十三銀行）が提携に参加（接続のみ）。
  - 5月26日 - 関西アーバン銀行（現：関西みらい銀行）が提携に参加（接続のみ）。
  - 12月22日 - もみじ銀行が提携に参加（接続のみ）。
- 2015年
  - 1月28日 - 紀陽銀行が提携に参加（接続のみ）。
  - 2月9日 - ドン・キホーテ鹿児島天文館店に設置（肥後銀行管理）。これにより全都道府県設置を達成。
  - 3月9日 - 八千代銀行（現：きらぼし銀行）が提携に参加（接続のみ）。
  - 3月23日 - 但馬銀行が提携に参加（接続のみ）。
  - 3月26日 - 静岡銀行が提携に参加（接続のみ）。
  - 4月13日 - 大分銀行が提携に参加（接続のみ）。
  - 4月20日 - 荘内銀行が提携に参加（接続のみ）。
  - 6月22日 - 西京銀行が提携に参加（接続のみ）。
  - 8月3日 - 北都銀行が提携に参加（接続のみ）。
- 2016年
  - 1月25日 - 沖縄海邦銀行が提携に参加（接続のみ）。
  - 2月1日 - 海外発行のユニオンペイとの接続開始（新型ATM導入済み拠点のみ）。
  - 2月15日 - 東北銀行が提携に参加（接続のみ）。
  - 2月22日 - 商工組合中央金庫が提携に参加（接続のみ）。
  - 3月14日 - 北越銀行（現：第四北越銀行）が提携に参加（接続のみ）。
  - 3月28日 - 労働金庫連合会（全国13の労働金庫）が提携に参加（接続のみ）。
  - 4月11日 - 清水銀行が提携に参加（接続のみ）。
  - 4月26日 - 海外発行のユニオンペイ以外の各ブランドカードとの接続開始（新型ATM導入済み拠点のみ）。
  - 7月4日 - 沖縄銀行が提携に参加（接続のみ）。
- 2017年
  - 2月13日 - 北日本銀行が提携に参加（接続のみ）。
  - 8月28日 - きらやか銀行が提携に参加（接続のみ）。
  - 9月11日 - 仙台銀行が提携に参加（接続のみ）。
- 2018年
  - 1月15日 - ゆうちょ銀行と業務提携により一部時間帯でゆうちょ銀行カードが手数料無料化。
  - 4月2日 - 筑波銀行が提携に参加（接続のみ）。
  - 4月16日 - 香川銀行が提携に参加（接続のみ）。
  - 4月23日 - 徳島銀行（現：徳島大正銀行）が提携に参加（接続のみ）。
  - 10月22日 - 富山第一銀行が提携に参加（接続のみ）。
  - 11月19日 - 東和銀行が提携に参加（接続のみ）。
- 2019年
  - 2月4日 - 高知銀行が提携に参加（接続のみ）。
  - 3月4日 - 富山銀行が提携に参加（接続のみ）。
  - 3月25日 - 福島銀行が提携に参加（接続のみ）。
  - 7月16日 - 栃木銀行が提携に参加（接続のみ）。
  - 7月29日 - 神奈川銀行が提携に参加（接続のみ）。
  - 10月21日 - 福邦銀行が提携に参加（接続のみ）。
  - 11月11日 - 大東銀行が提携に参加（接続のみ）。
- 2021年
  - 2月15日 - 大光銀行が提携に参加（接続のみ）。
- 2022年
  - 1月17日 - ゆうちょ銀行と業務提携終了により一部時間帯でゆうちょ銀行カードが手数料無料化を終了、それ以外の時間帯の手数料値上げを実施。
- 2024年
  - 11月25日 - UI銀行が提携に参加（接続のみ）。
- 2025年
  - 1月5日 - 同年1月1日に合併した青森みちのく銀行のATMサービス開始に伴い、旧青森銀行のサービスを踏襲する形で、旧みちのく銀行のサービスを再開。
  - 3月10日 - 大垣共立銀行が提携に参加。